# Allarmont
Allarmont település Franciaországban, Vosges megyében. Lakosainak száma 209 fő (2022. január 1.). Allarmont Bionville, Moussey, Vexaincourt és Celles-sur-Plaine községekkel határos.

## Népesség
A település népességének változása:
| Lakosok száma | 227  | 219  | 211  | 207  | 203  | 200  | 205  | 209  |
|               | 2013 | 2015 | 2017 | 2018 | 2019 | 2020 | 2021 | 2022 |